# Last One
Last One (стилизировано под маюскул) — шестой студийный альбом российского рэп-исполнителя и музыканта Моргенштерна. Он был выпущен 21 октября 2022 на лейбле Bugatti Music, дистрибьютором выступила компания ONErpm. Альбом содержит гостевые участия от The Limba, ЛСП, Элджея и Entype. По словам Алишера, это его последний альбом на русском языке.

## Предыстория
24 ноября 2021 года, после обвинений председателя Следственного комитета Александра Бастрыкина в торговле наркотиками в социальных сетях, Алишер уехал из России в ОАЭ.
Летом 2022 года Моргенштерн объявил о намерениях выпустить последний альбом на русском языке. В своём видеообращении артист заявил, что у него имеется множество треков, которые он может выпускать раз в месяц и больше ничего не делать на протяжении трёх лет. «Но здесь встаёт вопрос такой: а три года вообще человечество проживёт ещё? А если проживёт, то я как артист в России смогу прожить столько? Или завтра меня лишат гражданства и запретят упоминать?», — сказал рэпер, после чего принял решение объединить треки в один альбом, добавив: «А потом я, как Ваня Face, пойду на английском писать». Также Алишер анонсировал концертный тур по США. Артист столкнулся с проблемами продвижения альбома из-за различных ограничений в России: «У меня не получается ни одно промо выбить. Мой альбом нельзя ни на один баннер в России повесить. И, кстати, вопрос: с чего бы? Я кто, враг государства? Что я сделал?.. Все последние песенки — они грустные, не очень энергичные. Не очень хорошо себя чувствовал внутри некоторое время. Вновь обрел в себе энергию. Я устал писать грустные песни. Больше не буду грустить».
В октябре 2022 года Алишер продемонстрировал трек-лист альбома, среди гостей числятся The Limba, Замай, ЛСП, Kizaru, Федук, Милана Хаметова и Milana Star. Трек-лист был воспринят шуточным, поскольку Kizaru продолжительное время отказывается сотрудничать с Моргенштерном; трек «Бомж» с Федуком является отсылкой к словам Федука про сотрудничество артистов: «Даже если буду бомжом, не услышите вы совместочки с Моргенштерном»; дисс на Скриптонита противоречит словам Алишера о любви к творчеству Адиля. На опубликованный трек-лист Kizaru ответил: «Я тебя прошу, чел, оставь меня в покое. Я понимаю: маркетинг, все дела. Ты говоришь всем, что мой фанат, дак имей хоть какое-то уважение тогда, хотя вряд ли ты знаком с таким словом».
Перед самим же выходом альбома Алишер принял участие в шоу «Вписка», где рассказал о новом альбоме, а также показал Васе и Коле все треки альбома, которые в малом количестве попали как сниппеты в видеоролик. По словам Алишера, он уверен в успехе альбома, а трек «Ееее» является на данный момент его самой любимой песней за все времена его музыкальной карьеры. Также, по словам Алишера, всего пару песен, по его мнению, станут хитами, благодаря которым альбом всё же сможет вернуть его в ту же самую былую известность.

## Видеоклипы
20 октября 2022 года вышел видеоклип на песню «Balance» из грядущего альбома, снятый в 2021 году. В клипе демонстрируются кадры со свадьбы Алишера и Дилары Зинатуллиной. Позже данный клип был удалён с YouTube канала по причине окончательного развода с Диларой Зинатуллиной..
На следующий день после релиза альбома, 22 октября, Алишер выложил видеоклип «Ееее», снятый во время концерта и на улицах в Амстердаме.
28 октября 2022 года вышел видеоклип на песню «Sheikh», снятый в Дубае.
23 ноября 2022 вышел видеоклип на совместную песню с Элджеем «Location». Локации клипа были сняты в ОАЭ, Дубае.

## Список композиций
Информация о списке композиций взята из Tidal, о продюсерах из YouTube.
| №                   | Название                                  | Продюсер(ы)            | Длительность |
| ------------------- | ----------------------------------------- | ---------------------- | ------------ |
| 1.                  | «*»                                       |                        | 0:28         |
| 2.                  | «Teaser»                                  | Illuminati             | 3:03         |
| 3.                  | «Bestie» (совместно с The Limba)          | Палагин                | 1:55         |
| 4.                  | «Tatu»                                    | Палагин                | 2:22         |
| 5.                  | «Герой» (Скит)                            |                        | 0:15         |
| 6.                  | «CCTV»                                    | Палагин                | 2:34         |
| 7.                  | «Ugu»                                     | Палагин                | 2:37         |
| 8.                  | «Sheikh»                                  | Палагин                | 2:10         |
| 9.                  | «Дор блю» (совместно с ЛСП)               | Illuminati             | 2:56         |
| 10.                 | «Guf Diss»                                | Палагин                | 2:24         |
| 11.                 | «B»                                       | Палагин                | 3:02         |
| 12.                 | «Вернуть прошлое» (Скит)                  |                        | 0:26         |
| 13.                 | «Balance»                                 | Blackchain             | 2:48         |
| 14.                 | «Ночь, такси, заметки»                    | Палагин и Illuminati   | 2:48         |
| 15.                 | «Я понял» (Скит)                          |                        | 1:20         |
| 16.                 | «Eeee»                                    | Illuminati             | 2:38         |
| 17.                 | «Katrina»                                 | Палагин                | 2:57         |
| 18.                 | «Location» (совместно с Элджеем)          | Палагин                | 2:29         |
| 19.                 | «10 секунд перед последним треком» (Скит) |                        | 0:10         |
| 20.                 | «Вставал падал» (совместно с Entype)      | Морено Тайрон Гийсберс | 2:17         |
| Общая длительность: | Общая длительность:                       | Общая длительность:    | 41:39        |

Примечания.
- «*» содержит неуказанную речь Юрия Хованского[20].
- «Герой» (Скит) содержит фразу из интервью Дмитрия Носова[21].
- В бридже песни «Ugu» интерполируется песня «Rockstar», исполненная Post Malone при участии 21 Savage[22].
- «Вернуть прошлое» (Скит) содержит отрывок из фильма «Великий Гэтсби» 2013 года[23].
- «Я понял» (Скит) содержит отрывок из выпуска шоу «Вписка» от 19 октября 2022 года[24].
- В первом куплете песни «Eeee» интерполируется текст песни «Watafuk?!», написанной Моргенштерном, Lil Pump и Slava Marlow[25].
- «Location» содержит неуказанный вокал Blago White и Зипули[26].

Семплы
- «Teaser» содержит семпл песни «Не с начала», написанной Оксимироном и Porchy[27].
- «Tatu» содержит семпл песни «Яна», написанной Мишей Крупиным, Гуфом и Палагиным[28].
- «Ugu» содержит семпл песни «Outro» с альбома The Sound of Scandinavia DJ Aligator[29].
- «Balance» содержит семпл из библиотеки лупов «Wifi» от Rio Leyva.[источник не указан 982 дня]

## Участники записи
Информация взята из Genius.
- Моргенштерн — основной исполнитель, автор песен
- Палагин — продюсер, автор песен, мастеринг-инженер, сведение
- Андрей Катиков — продюсер, автор песен
- Blackchain — продюсер, автор песен
- Морено Тайрон Гийсберс — продюсер, автор песен
- Rio Leyva — продюсер
- Creamy — мастеринг-инженер, сведение
- Podlesny Twins — сведение
- The Limba — приглашённый исполнитель
- Элджей — приглашённый исполнитель
- ЛСП — приглашённый исполнитель
- Entype — приглашённый исполнитель

## Чарты
Альбом лидировал в чартах iTunes в России и Apple Music в 9 странах, а также все песни вошли в чарт Apple Music разных стран, а песня «Teaser» лидировала в чарте в Эстонии, Латвии и России.

| Чарт (2022)               | Высшая позиция |
| ------------------------- | -------------- |
| Россия (iTunes)           | 1              |
| Болгария (iTunes)         | 30             |
| Эстония (iTunes)          | 40             |
| Эстония (Apple Music)     | 1              |
| Казахстан (Apple Music)   | 1              |
| Кыргызстан (Apple Music)  | 1              |
| Латвия (Apple Music)      | 1              |
| Литва (Apple Music)       | 1              |
| Молдова (Apple Music)     | 1              |
| Россия (Apple Music)      | 1              |
| Таджикистан (Apple Music) | 1              |
| Украина (Apple Music)     | 1              |
| Армения (Apple Music)     | 2              |
| Азербайджан (Apple Music) | 2              |
| Кипр (Apple Music)        | 3              |
| Беларусь (Apple Music)    | 4              |
| Сербия (Apple Music)      | 6              |
| Болгария (Apple Music)    | 7              |
| Чехия (Apple Music)       | 7              |
| Финляндия (Apple Music)   | 7              |
| Польша (Apple Music)      | 7              |
| Турция (Apple Music)      | 8              |
| Узбекистан (Apple Music)  | 8              |
| Израиль (Apple Music)     | 9              |
| ОАЭ (Apple Music)         | 16             |
| Мадагаскар (Apple Music)  | 23             |
| Словакия (Apple Music)    | 24             |
| Словения (Apple Music)    | 26             |
| Мальта (Apple Music)      | 32             |
| Румыния (Apple Music)     | 35             |
| Монголия (Apple Music)    | 40             |
| Австралия (Apple Music)   | 41             |
| Ирландия (Apple Music)    | 41             |
| Люксембург (Apple Music)  | 46             |
| Дания (Apple Music)       | 57             |
| Нидерланды (Apple Music)  | 62             |
| Португалия (Apple Music)  | 68             |
| Германия (Apple Music)    | 77             |
| Испания (Apple Music)     | 82             |
| Венгрия (Apple Music)     | 92             |

| Чарт (2022)               | Песня    | Высшая позиция |
| ------------------------- | -------- | -------------- |
| Эстония (Apple Music)     | Teaser   | 1              |
| Латвия (Apple Music)      | Teaser   | 1              |
| Россия (Apple Music)      | Teaser   | 1              |
| Молдова (Apple Music)     | Teaser   | 4              |
| Литва (Apple Music)       | Teaser   | 15             |
| Украина (Apple Music)     | Teaser   | 18             |
| Казахстан (Apple Music)   | Teaser   | 43             |
| Таджикистан (Apple Music) | Teaser   | 53             |
| Кыргызстан (Apple Music)  | Teaser   | 60             |
| Азербайджан (Apple Music) | Teaser   | 92             |
| Армения (Apple Music)     | Teaser   | 97             |
| Латвия (Apple Music)      | Sheikh   | 3              |
| Россия (Apple Music)      | Sheikh   | 6              |
| Эстония (Apple Music)     | Sheikh   | 7              |
| Литва (Apple Music)       | Sheikh   | 10             |
| Молдова (Apple Music)     | Sheikh   | 10             |
| Украина (Apple Music)     | Sheikh   | 22             |
| Таджикистан (Apple Music) | Sheikh   | 34             |
| Казахстан (Apple Music)   | Sheikh   | 57             |
| Азербайджан (Apple Music) | Sheikh   | 66             |
| Кыргызстан (Apple Music)  | Sheikh   | 86             |
| Кипр (Apple Music)        | Sheikh   | 95             |
| Эстония (Apple Music)     | Tatu     | 4              |
| Латвия (Apple Music)      | Tatu     | 4              |
| Россия (Apple Music)      | Tatu     | 5              |
| Молдова (Apple Music)     | Tatu     | 9              |
| Литва (Apple Music)       | Tatu     | 18             |
| Украина (Apple Music)     | Tatu     | 21             |
| Таджикистан (Apple Music) | Tatu     | 36             |
| Казахстан (Apple Music)   | Tatu     | 53             |
| Кыргызстан (Apple Music)  | Tatu     | 78             |
| Эстония (Apple Music)     | Bestie   | 3              |
| Латвия (Apple Music)      | Bestie   | 6              |
| Россия (Apple Music)      | Bestie   | 7              |
| Молдова (Apple Music)     | Bestie   | 8              |
| Литва (Apple Music)       | Bestie   | 21             |
| Таджикистан (Apple Music) | Bestie   | 22             |
| Украина (Apple Music)     | Bestie   | 26             |
| Казахстан (Apple Music)   | Bestie   | 49             |
| Кыргызстан (Apple Music)  | Bestie   | 62             |
| Азербайджан (Apple Music) | Bestie   | 94             |
| Эстония (Apple Music)     | Ugu      | 6              |
| Латвия (Apple Music)      | Ugu      | 7              |
| Россия (Apple Music)      | Ugu      | 8              |
| Молдова (Apple Music)     | Ugu      | 11             |
| Литва (Apple Music)       | Ugu      | 19             |
| Украина (Apple Music)     | Ugu      | 27             |
| Таджикистан (Apple Music) | Ugu      | 65             |
| Казахстан (Apple Music)   | Ugu      | 66             |
| Кыргызстан (Apple Music)  | Ugu      | 96             |
| Эстония (Apple Music)     | Guf Diss | 8              |
| Латвия (Apple Music)      | Guf Diss | 9              |
| Россия (Apple Music)      | Guf Diss | 9              |
| Молдова (Apple Music)     | Guf Diss | 14             |
| Литва (Apple Music)       | Guf Diss | 24             |
| Украина (Apple Music)     | Guf Diss | 31             |
| Таджикистан (Apple Music) | Guf Diss | 32             |
| Казахстан (Apple Music)   | Guf Diss | 69             |
| Кыргызстан (Apple Music)  | Guf Diss | 81             |
| Армения (Apple Music)     | Guf Diss | 92             |
| Эстония (Apple Music)     | CCTV     | 9              |
| Латвия (Apple Music)      | CCTV     | 10             |
| Россия (Apple Music)      | CCTV     | 11             |
| Молдова (Apple Music)     | CCTV     | 13             |
| Литва (Apple Music)       | CCTV     | 31             |
| Украина (Apple Music)     | CCTV     | 35             |
| Таджикистан (Apple Music) | CCTV     | 41             |
| Казахстан (Apple Music)   | CCTV     | 83             |
| Кыргызстан (Apple Music)  | CCTV     | 91             |
| Эстония (Apple Music)     | Дор Блю  | 10             |
| Россия (Apple Music)      | Дор Блю  | 10             |
| Латвия (Apple Music)      | Дор Блю  | 11             |
| Молдова (Apple Music)     | Дор Блю  | 16             |
| Литва (Apple Music)       | Дор Блю  | 35             |
| Украина (Apple Music)     | Дор Блю  | 36             |
| Таджикистан (Apple Music) | Дор Блю  | 58             |
| Казахстан (Apple Music)   | Дор Блю  | 85             |
| Кыргызстан (Apple Music)  | Дор Блю  | 95             |

| Чарт (2022)               | Песня                                   | Высшая позиция |
| ------------------------- | --------------------------------------- | -------------- |
| Латвия (Apple Music)      | B                                       | 12             |
| Россия (Apple Music)      | B                                       | 12             |
| Эстония (Apple Music)     | B                                       | 13             |
| Молдова (Apple Music)     | B                                       | 19             |
| Литва (Apple Music)       | B                                       | 36             |
| Украина (Apple Music)     | B                                       | 39             |
| Таджикистан (Apple Music) | B                                       | 57             |
| Латвия (Apple Music)      | Location                                | 14             |
| Эстония (Apple Music)     | Location                                | 15             |
| Россия (Apple Music)      | Location                                | 15             |
| Таджикистан (Apple Music) | Location                                | 23             |
| Молдова (Apple Music)     | Location                                | 24             |
| Литва (Apple Music)       | Location                                | 42             |
| Украина (Apple Music)     | Location                                | 43             |
| Эстония (Apple Music)     | Герой                                   | 14             |
| Латвия (Apple Music)      | Герой                                   | 20             |
| Россия (Apple Music)      | Герой                                   | 20             |
| Молдова (Apple Music)     | Герой                                   | 27             |
| Таджикистан (Apple Music) | Герой                                   | 42             |
| Украина (Apple Music)     | Герой                                   | 61             |
| Литва (Apple Music)       | Герой                                   | 66             |
| Латвия (Apple Music)      | Ночь, такси, заметки                    | 15             |
| Россия (Apple Music)      | Ночь, такси, заметки                    | 21             |
| Молдова (Apple Music)     | Ночь, такси, заметки                    | 25             |
| Эстония (Apple Music)     | Ночь, такси, заметки                    | 28             |
| Украина (Apple Music)     | Ночь, такси, заметки                    | 52             |
| Литва (Apple Music)       | Ночь, такси, заметки                    | 53             |
| Таджикистан (Apple Music) | Ночь, такси, заметки                    | 55             |
| Латвия (Apple Music)      | Balance                                 | 17             |
| Россия (Apple Music)      | Balance                                 | 18             |
| Эстония (Apple Music)     | Balance                                 | 23             |
| Молдова (Apple Music)     | Balance                                 | 26             |
| Литва (Apple Music)       | Balance                                 | 43             |
| Украина (Apple Music)     | Balance                                 | 53             |
| Латвия (Apple Music)      | Вставал падал                           | 24             |
| Россия (Apple Music)      | Вставал падал                           | 24             |
| Эстония (Apple Music)     | Вставал падал                           | 27             |
| Молдова (Apple Music)     | Вставал падал                           | 29             |
| Таджикистан (Apple Music) | Вставал падал                           | 54             |
| Украина (Apple Music)     | Вставал падал                           | 58             |
| Литва (Apple Music)       | Вставал падал                           | 73             |
| Латвия (Apple Music)      | Eeee                                    | 25             |
| Эстония (Apple Music)     | Eeee                                    | 30             |
| Россия (Apple Music)      | Eeee                                    | 30             |
| Молдова (Apple Music)     | Eeee                                    | 31             |
| Таджикистан (Apple Music) | Eeee                                    | 39             |
| Литва (Apple Music)       | Eeee                                    | 63             |
| Украина (Apple Music)     | Eeee                                    | 64             |
| Таджикистан (Apple Music) | Katrina                                 | 21             |
| Латвия (Apple Music)      | Katrina                                 | 26             |
| Россия (Apple Music)      | Katrina                                 | 31             |
| Эстония (Apple Music)     | Katrina                                 | 34             |
| Молдова (Apple Music)     | Katrina                                 | 36             |
| Литва (Apple Music)       | Katrina                                 | 67             |
| Украина (Apple Music)     | Katrina                                 | 71             |
| Эстония (Apple Music)     | *                                       | 25             |
| Латвия (Apple Music)      | *                                       | 29             |
| Россия (Apple Music)      | *                                       | 35             |
| Молдова (Apple Music)     | *                                       | 70             |
| Таджикистан (Apple Music) | *                                       | 97             |
| Латвия (Apple Music)      | Вернуть прошлое                         | 37             |
| Россия (Apple Music)      | Вернуть прошлое                         | 46             |
| Эстония (Apple Music)     | Вернуть прошлое                         | 48             |
| Таджикистан (Apple Music) | Вернуть прошлое                         | 56             |
| Молдова (Apple Music)     | Вернуть прошлое                         | 67             |
| Латвия (Apple Music)      | Я понял                                 | 39             |
| Россия (Apple Music)      | Я понял                                 | 48             |
| Эстония (Apple Music)     | Я понял                                 | 51             |
| Молдова (Apple Music)     | Я понял                                 | 62             |
| Таджикистан (Apple Music) | Я понял                                 | 81             |
| Латвия (Apple Music)      | 10 секунд тишины перед последним треком | 51             |
| Россия (Apple Music)      | 10 секунд тишины перед последним треком | 66             |
| Эстония (Apple Music)     | 10 секунд тишины перед последним треком | 67             |
| Молдова (Apple Music)     | 10 секунд тишины перед последним треком | 74             |
| Таджикистан (Apple Music) | 10 секунд тишины перед последним треком | 80             |